# Tweede Scheidsrechterlijke Uitspraak van Wenen

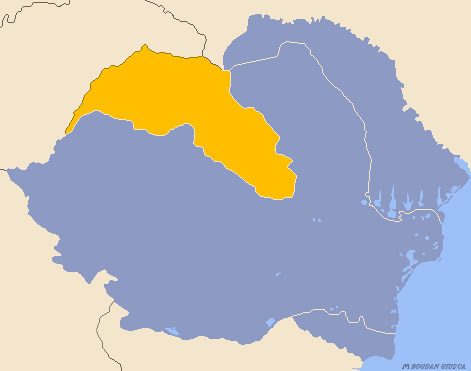
In het geel de gebieden die Roemenië in 1940 moest afstaan aan Hongarije

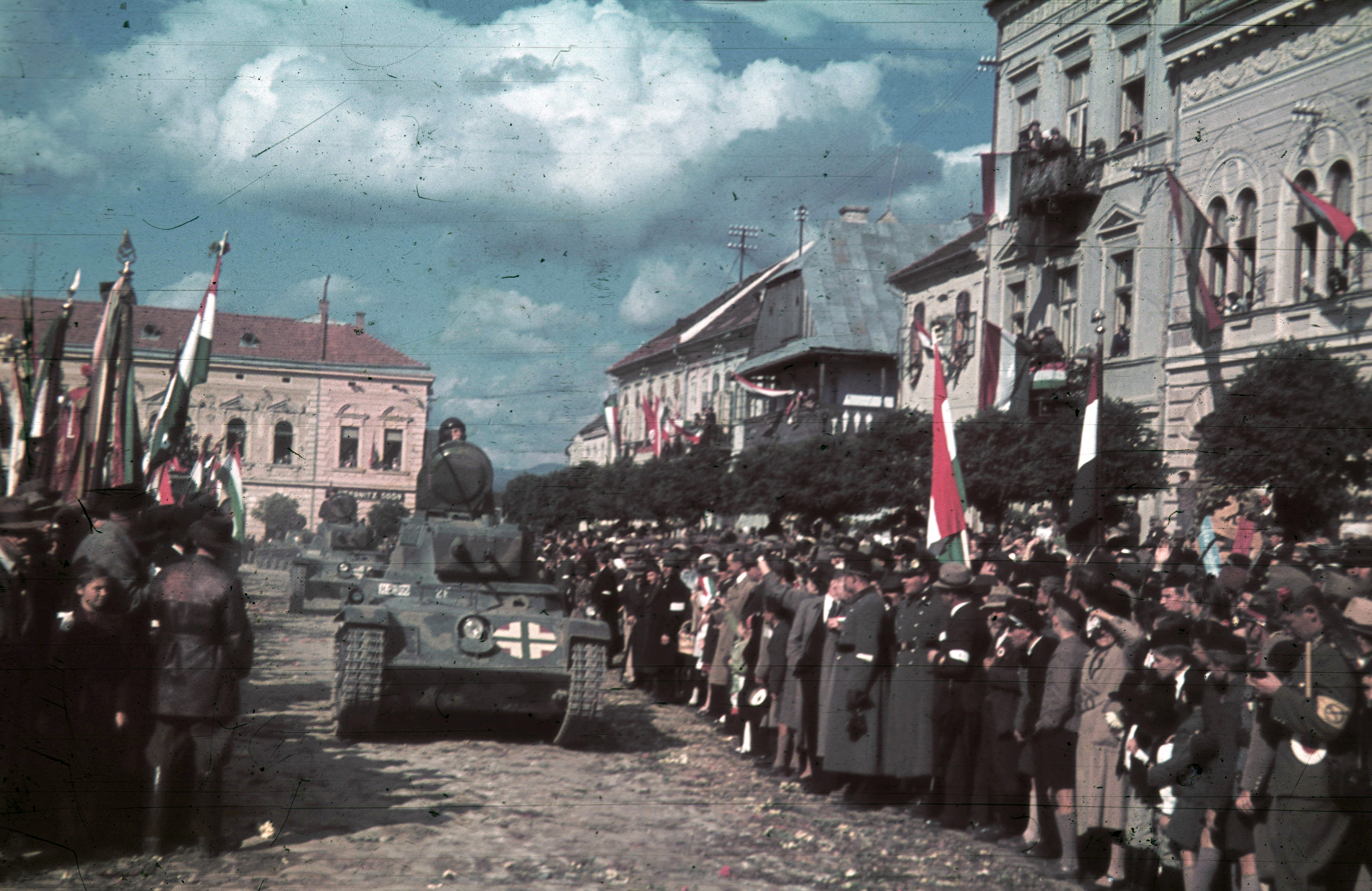
Hongaarse troepen bezetten op 13 september Kézdivásárhely (Targu Secuiesc).

De Tweede Scheidsrechterlijke Uitspraak van Wenen was een overeenkomst tussen asmogendheden nazi-Duitsland en Italië waarbij Roemenië gedwongen werd om de helft van Transsylvanië, een grondgebied van 43.492 km², af te staan aan Hongarije. De ondertekening gebeurde op 30 augustus 1940 tussen ministers van Buitenlandse zaken Joachim von Ribbentrop en Galeazzo Ciano in het paleis Belvedere in Wenen. Duitsland stond deze toekenning toe om de Hongaren te winnen voor zijn latere oorlogsdoeleinden. De Hongaren zagen de toewijzing als een belangrijke terugzetting van de bepalingen uit het Verdrag van Trianon, de vredesvoorwaarden na de Eerste Wereldoorlog.
De Hongaren zouden het toegewezen gebied benoemen als Noord-Transsylvanië. De verdeling van Transsylvanië veroorzaakte een massale volksverhuizing tussen de twee landen die later een smeltkroes van verzetshaarden zou worden.
Naast de Tweede Scheidsrechterlijke Uitspraak van Wenen, op 7 september, moest Roemenië door het Verdrag van Craiova afstand doen van de zuidelijke Dobroedzja aan Bulgarije. Als compensatie verkreeg Roemenië in 1941 de gouvernementen Bessarabië en Transnistrië die in 1944 verloren gingen.